# Lord Loveland Discovers America
Lord Loveland Discovers America er en amerikansk stumfilm fra 1916 af Arthur Maude.

## Medvirkende
- Arthur Maude som Lord Loveland
- Constance Crawley som Leslie Dearmer
- William A. Carroll som Bill Willing
- Charles Newton som Hunter
- William Frawley som Tony Kidd